# James May
James Daniel May (Bristol, 16 de janeiro de 1963) é um apresentador e jornalista britânico. Apresentou o programa Top Gear e atualmente apresenta The Grand Tour, juntamente com Jeremy Clarkson e Richard Hammond.
No programa, May era apelidado de "Captain Slow" (Capitão Lento) devido ao seu estilo cuidadoso de conduzir. James também já apresentou diversos programas com diversos temas incluindo tecnologia, ciência, brinquedos e vinhos.
Escreve semanalmente uma coluna para a secção automóvel do jornal The Daily Telegraph.

## Infância e Juventude
James May nasceu em Bristol e estudou na Caerleon Endowed Junior School em Newport.
Passou a adolescência em South Yorkshire onde estudou na Oakwood Comprehensive School em Rotherham. Aí teve a oportunidade de estudar junto do ator Dean Andrews.
Um dos seus talentos é a música. James May é também flautista e pianista, tendo estudado música na Universidade de Lancaster. Depois de se graduar, May trabalhou durante algum tempo num hospital em Chelsea.

## Jornalismo
Durante o início dos anos 80, May trabalhou como sub-editor para a revista The Engineer e Autocar, sendo que na última foi demitido por pregar uma peça. Desde então escreveu para inúmeras publicações, incluindo uma coluna regular na revista Car Magazine, artigos para a revista Top Gear e uma coluna no jornal The Daily Telegraph
James May escreveu ainda o livro May on Motors (2006), uma compilação dos seus artigos já publicados. Foi também co-autor do livro OZ and James's Big Wine Adventure.

### Demissão da revista "Autocar"
Numa entrevista a Richard Allinson na estação BBC Radio 2, May confessou que em 1992 foi demitido da revista Autocar por ter inserido uma mensagem oculta na revista.
A mensagem original era: "So you think it's really good, yeah? You should try making the bloody thing up; it's a real pain in the arse.", os editores da revista só ficaram a saber da "piada" quando vários leitores começaram a ligar pois pensaram que havia um prémio.

## Rádio e televisão
James May foi apresentador do programa automóvel "Driven" na televisão pública Channel 4 em 1998-1999. Foi narrador da série "Road Rage School" da BBC One e co-apresentador do "London Boat Show" em 2006. Também escreveu e apresentou um especial de Natal chamado "James May's Top Toys" em que explora os brinquedos de sua infância.

### Top Gear
James May já tinha coapresentado o programa Top Gear em 1999, antes do programa ser cortado pela BBC devido à baixa audiência. Ele voltou a juntar-se ao programa na segunda temporada do formato atual de Top Gear em 2003 e recebeu o apelido de "Captain Slow" ou "Capitão Lento" devido ao seu estilo cauteloso de conduzir. Mesmo tendo esse apelido, May dirigiu em altas velocidades diversas vezes no programa como quando atingiu a velocidade máxima do Bugatti Veyron de 407 km/h e mais tarde do Bugatti Veyron 16.4 Super Sport de 417 km/h.
James May tornou-se uma das primeiras pessoas, juntamente com Jeremy Clarkson, a viajar de carro para o Polo norte magnético ao volante de uma Toyota Hilux modificada.

## Vida Pessoal
James May vive em Hammersmith, Londres, com a crítica de dança Sarah Frater. Estão juntos desde 2000 e não têm nenhum filho.

### Veículos
James May já foi dono de diversos carros:Saab 9-5, Rolls-Royce Phantom, Range Rover, Alfa Romeo 164, Fiat Panda, Ferrari F430, Ferrari 458, Porsche Boxster S, Rolls-Royce Corniche, Mini Cooper,  dois Porsche 911, Jaguar XJS, Bentley T2, Triumph 2000, Mazda MX-5, Citroën Ami,e de diversas motocicletas. James tem preferência por carros de luxo das marcas Bentley e Rolls-Royce e por carros mais simples como o Fiat Panda.
Em 2006, May ganhou licença para pilotar aeronaves de pequeno porte. Desde então foi dono de um Luscombe 8A 'Silvaire' e um avião American Champion 8KCAB Super Decathlon.

## Carreira

### Televisão
| Ano           | Título                              | Papel        |
| ------------- | ----------------------------------- | ------------ |
| 1999          | Top Gear (formato original)         | Apresentador |
| 2003–2015     | Top Gear (formato atual)            | Apresentador |
| 2005          | James May's Top Toys                | Apresentador |
| 2006–2007     | Oz and James's Big Wine Adventure   | Apresentador |
| 2007          | Top Gear of the Pops                | Apresentador |
| 2007          | James May's 20th Century            | Apresentador |
| 2007          | James May: My Sisters' Top Toys     | Apresentador |
| 2008          | Top Ground Gear Force               | Apresentador |
| 2008          | James May's Big Ideas               | Apresentador |
| 2009          | Oz and James Drink to Britain       | Apresentador |
| 2009          | James May on the Moon               | Apresentador |
| 2009          | James May at the Edge of Space      | Apresentador |
| 2009–2014     | James May's Toy Stories             | Apresentador |
| 2010–presente | James May's Man Lab                 | Apresentador |
| 2011–presente | James May's Things You Need To Know | Apresentador |

### DVD
| Título                                          | Produtora   | Ano  |
| ----------------------------------------------- | ----------- | ---- |
| Oz & James' Big Wine Adventure: Series One      | Acorn Media | 2006 |
| James May's Motormania Car Quiz                 | DMD         | 2006 |
| James May's 20th Century: The Complete Series   | ITV         | 2007 |
| Oz & James' Big Wine Adventure: Series Two      | Acorn Media | 2008 |
| James May's Big Ideas: The Complete Series      | DMD         | 2009 |
| James May on the Moon                           | BBC DVD     | 2009 |
| James May's Amazing Brain Trainer               | DMD         | 2009 |
| James May's Toy Stories: The Complete Series    | Channel 4   | 2009 |
| Oz and James Drink to Britain                   | Acorn Media | 2009 |
| Top Gear: Apocalypse                            | BBC DVD     | 2010 |
| James May's Man Lab: Series One                 | Acorn Media | 2011 |
| Top Gear: At The Movies                         | BBC DVD     | 2011 |
| James May's Man Lab: Series Two                 | Acorn Media | 2012 |
| Top Gear: Worst Car in the History of the World | BBC DVD     | 2012 |

### Livros
| Título                                       | Editora            | Ano  | Notas                    |
| -------------------------------------------- | ------------------ | ---- | ------------------------ |
| May on Motors: On the Road with James May    | Virgin Books       | 2006 | Reimpresso em 2007       |
| Oz and James's Big Wine Adventure            | BBC Books          | 2006 |                          |
| Notes from the Hard Shoulder                 | Virgin Books       | 2007 |                          |
| James May's 20th Century                     | Hodder & Stoughton | 2007 | Reimpresso em 2007 (P/B) |
| James May's Magnificent Machines             | Hodder & Stoughton | 2008 |                          |
| Oz and James Drink to Britain                | Pavilion (Anova)   | 2009 |                          |
| James May's Car Fever                        | Hodder & Stoughton | 2009 | Reimpresso em 2010 (P/B) |
| James May's Toy Stories                      | Conway (Anova)     | 2009 |                          |
| James May's Toy Stories: Lego House          | Conway (Anova)     | 2010 |                          |
| James May's Toy Stories: Airfix Handbook     | Conway (Anova)     | 2010 |                          |
| James May's Toy Stories: Scalextric Handbook | Conway (Anova)     | 2010 |                          |
| How to Land an A330 Airbus                   | Hodder & Stoughton | 2010 | Reimpresso em 2011 (P/B) |
| James May's Man Lab: The Book of Usefulness  | Hodder & Stoughton | 2011 | Reimpresso em 2012 (P/B) |
| James May: On Board                          | Hodder & Stoughton | 2012 |                          |